# 有罪推定
有罪推定是指刑事司法系统推定一个人犯有罪行，例如，推定被告人為有罪，除非有證據证明其无罪。有罪推定有時嫌疑人可以反驳，有時會無法反驳。有罪推定将举证责任转移到被告人身上，被告人必须收集和提出证据证明自己无罪才能有機會无罪释放。不過在许多国家，仅凭嫌疑人被指控就开始推定嫌疑人有罪是不合法的，在美国，不讓嫌疑人反驳的有罪推定被认为是违宪的。

## 中世紀的宗教裁判所
中世紀時，宗教裁判所就使用有罪推定，此原則是證明無罪的責任全在被告身上。有名的例子為聖女貞德，由於貞德被控異端邪說及女巫之罪，在有罪推定情況下貞德必須舉證證明自己並非異端邪說和女巫。然而在此推定下貞德難以證明自己清白，結果被判有罪同時被判死刑。